# Mikael Östling

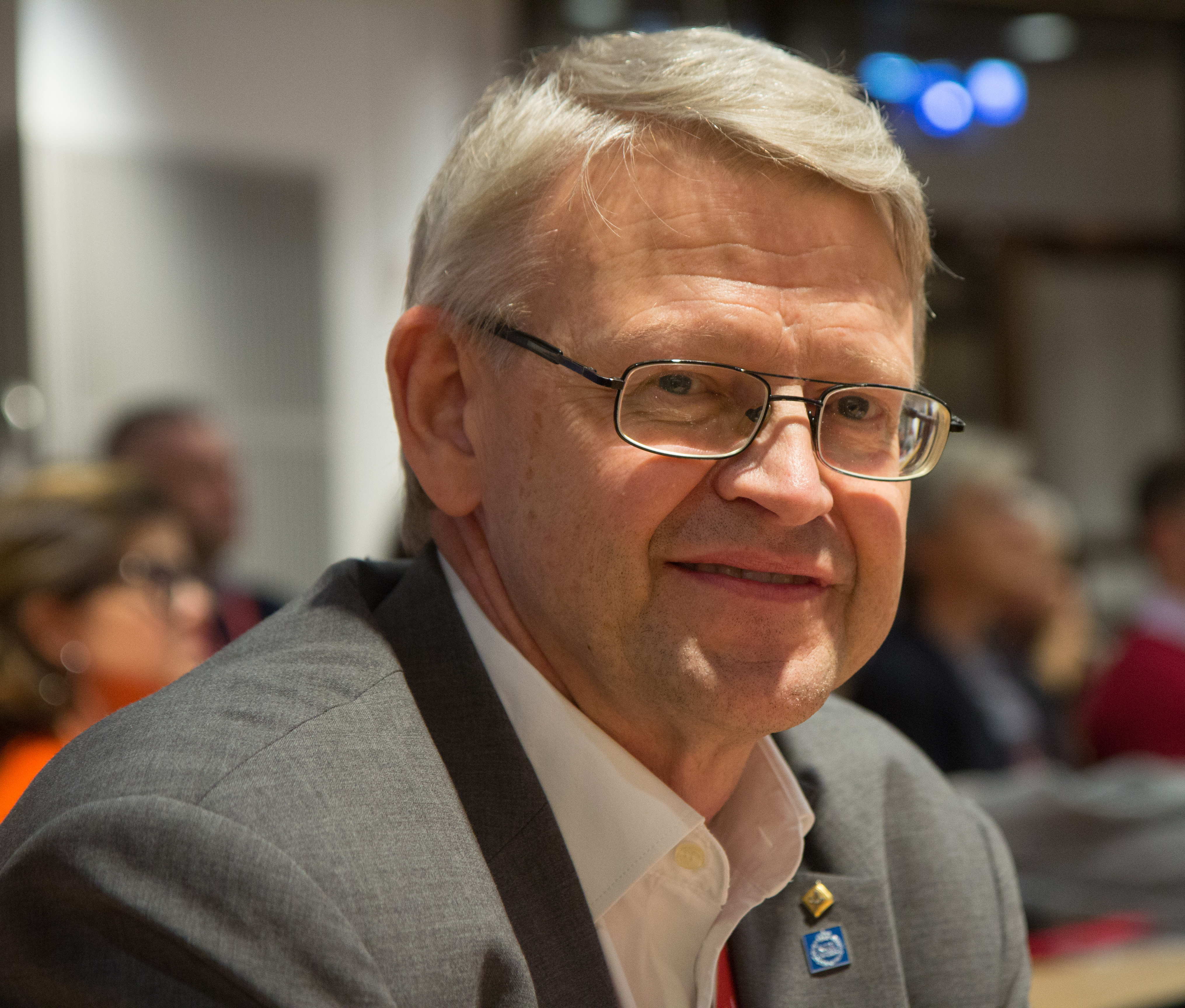
Mikael Östling, 2017

Lars Mikael Östling, född 26 augusti 1955, är en svensk teknikforskare inom elektroteknik som sedan 1996 är professor i fasta tillståndets elektronik vid Kungliga Tekniska högskolan (KTH). Han är avdelningschef för avdelningen Integrerade komponenter och kretsar och var 2004–2012 skolchef (dekan) för Skolan för informations- och kommunikationsteknik. Sedan 2017 är han prorektor för KTH.
Östling studerade teknisk fysik vid Uppsala universitet där han blev civilingenjör 1980 och teknologie doktor i elektronik 1983. Han har tillhört sektionen och senare fakulteten för elektroteknik vid KTH sedan 1984.
1993–1994 var Östling senior Fulbrightstipendiat vid Stanford University och gästprofessor vid University of Florida. Han deltog i att bygga upp forskningsverksamheten vid KTH:s campus när det bildades. År 2005 var han med och grundade företaget TranSiC, med syfte att kommersialisera bipolära transistorer i kiselkarbid (SiC) som utvecklats vid KTH. TranSiC köptes 2011 av Fairchild Semiconductor för 17 miljoner dollar. Östling har handlett över 40 doktorsavhandlingar, skrivit en bok och publicerat åtta kapitel och cirka 350 artiklar i internationella tidskrifter och konferenser. Han har ofta anlitats som expertgranskare för ramprogram i EU och Europeiska forskningsrådet (ERC).